# Шарлота Амалия фон Изенбург-Бюдинген-Меерхолц
Шарлота Амалия фон Изенбург-Бюдинген-Меерхолц (на немски: Charlotte Amalia zu Ysenburg uun Büdingen in Meerholz; * 1 септември 1692, Меерхолц; † 10 януари 1752, Бирщайн) е графиня от Изенбург-Бюдинген в Меерхолц и чрез женитби графиня на Изенбург-Бюдинген-Мариенборн и графиня, от 1744 г. 1. княгиня на Изенбург и Бюдинген.

## Произход
Тя е дъщеря на граф Георг Албрехт фон Изенбург-Бюдинген (1664 – 1724) и съпругата му графиня Амалия Хенриета фон Сайн-Витгенщайн-Берлебург (1664 – 1733), дъщеря на граф Георг Вилхелм фон Сайн-Витгенщайн-Берлебург (1636 – 1684) и първата му съпруга Амелия Маргерита де Ла Плац (1635 – 1669).

## Фамилия
Първи брак: на 6 юли 1713 г. в Меерхолц с роднината си граф Ернст Карл фон Изенбург-Бюдинген-Мариенборн (* 11 април 1691; † 22 май 1717), син на граф Карл Август фон Изенбург-Бюдинген-Мариенборн (1667 – 1725) и съпругата му графиня Анна Белгика Флорентина фон Золмс-Лаубах (1663 – 1707). Те имат децата:
- дете (*/† 17 юли 1714)
- Амалия Белгика (* 29 февруари 1716, Мариенборн; † 2 януари 1799, Офенбах), (става княгиня 1744), омъжена на 3 май 1733 г. в Бирщайн за доведения си брат принц Вилхелм Емих Кристоф фон Изенбург-Бюдинген (1708 – 1741), син на княз Волфганг Ернст I фон Изенбург-Бюдинген (1686 – 1754) и първата му съпруга Фридерика Елизабет фон Лайнинген-Дагсбург-Хартенбург (1681 – 1717)

Втори брак: на 22 май 1725 г. в Мариенборн при Линц с граф Волфганг Ернст I фон Изенбург-Бюдинген (* 5 април 1686; † 15 април 1754, Бирщайн), син на граф Вилхелм Мориц I фон Изенбург-Бюдинген-Бирщайн (1657 – 1711) и първата му съпруга графиня Анна Амалия фон Изенбург-Бюдинген (1653 – 1700). Тя е третата му съпруга. На 23 май 1744 г. Волфганг Ернст е издигнат на имперски княз на Изенбург и Бюдинген. Те имат децата:
- Фридрих Вилхелм (1730 – 1804), женен на 25 октомври 1776 г. в дворец Вагхойзел за графиня Каролина Франциска фон Паркщайн (1762 – 1816), дъщеря на курфюрст Карл Теодор фон Пфалц
- Шарлота Фердинанда Адолфина (1726 – 1784)
- Вилхелмина Фридерика Луиза (1728 – 1785)
- дъщеря (*/† 1729)
- Кристиана Албертина Хенриета (1732 – 1736)
- Кристиана Фердинанда Луиза (1737 – 1763)